# Max Reger
Johann Baptist Joseph Maximilian Reger (født 19. marts 1873 i Brand i Oberpfalz, død 11. maj 1916 i Leipzig) var en tysk komponist, organist og dirigent.
Reger studerede i Sondershausen og Wiesbaden hos Hugo Riemann, som han selv efterfulgte som teorilærer i 1895. Han blev professor i Leipzig i 1907. I sit korte liv skabte han værker af stort omfang og har komponeret i alle genrer bortset fra opera. Han er bedst kendt for sine orgelværker. Af orkesterværker kan blandt andet nævnes hans Fire Tonedigte efter A. Böcklin fra 1913 og Variationer og fuga over et tema af Mozart fra 1914.
Hans musik blev sjældent positivt anmeldt i samtiden. Efter at have læst en anmeldelse han i særdeleshed ikke brød sig om, skrev han følgende til anmelderen:
| Citat | Jeg sidder i det mindste rum i mit hus. Din anmeldelse er foran mig. Om et øjeblik er den bag mig. | Citat |
|       | |       |